# 宗谷岬郵便局
宗谷岬郵便局（そうやみさきゆうびんきょく）は北海道稚内市にある郵便局。民営化前の分類では無集配特定郵便局であった。日本最北端の郵便局である。

## 概要
日本最北端に位置する郵便局であり、玄関や風景印にもその旨が記されている。来客用の駐車場（2台）が設置されている。
- 住所：〒098-6758 北海道稚内市宗谷岬8-2

## 沿革
- 1896年（明治29年）1月26日 - 尻臼郵便局として開局[2]。
- 1941年（昭和16年）9月12日 - 大岬郵便局に改称[2]。
- 1984年（昭和59年）7月 - 近隣7局の合同施策として宗谷岬に郵便局臨時出張所が開設される[3]。
- 1999年（平成11年）11月29日 - 稚内市宗谷村大岬72-1に移転し、宗谷岬郵便局に改称。風景入通信日付印の使用を開始する。
- 2003年（平成15年）12月1日 - 住所表記変更に伴い、稚内市宗谷岬8-2となる。
- 2007年（平成19年）10月1日 - 郵政民営化。
- 2012年（平成24年）10月1日 - 日本郵便株式会社が発足し、同社の施設となる。

## 取扱内容
- 郵便、印紙、ゆうパック
- 貯金、為替、振替、振込、国債
- 生命保険、バイク自賠責保険
- ゆうちょ銀行ATM

## 風景印
風景印の図柄は、間宮林蔵像と日本最北端の地石碑、局名表記は「日本最北端の郵便局 北海道宗谷岬」である。1999年11月29日に使用開始された。

## 交通
宗谷バス天北宗谷岬線の宗谷岬会館前が最寄りである。

## 周辺
個別の施設についてはいずれも、日本で最も北に立地するものである。
- 宗谷岬
  - 宗谷岬灯台
- 稚内警察署 宗谷岬駐在所
- 稚内市立宗谷中学校
- 稚内市立大岬小学校
- アポロステーション宗谷岬SS：安田石油店が運営している[4]。
- 国道238号（オホーツクライン）